# Atherigona laevigata
Atherigona laevigata är en tvåvingeart som först beskrevs av Friedrich Hermann Loew 1852.  Atherigona laevigata ingår i släktet Atherigona och familjen husflugor. Inga underarter finns listade i Catalogue of Life.